# تفجير دار العلوم الحقانية 2025
في 28 فبراير 2025، وقع تفجير انتحاري في مدرسة دار العلوم الحقانية في أكورا خاتاك، مقاطعة نوشيرا، خيبر بختونخوا، باكستان. وقع الهجوم أثناء صلاة الجمعة، مما أسفر عن مقتل ستة أفراد على الأقل، بما في ذلك رجل الدين البارز ورئيس المدرسة، حميد الحق حقاني. بالإضافة إلى ذلك، أصيب ما يقرب من 20 آخرين.

## الخلفية
كان مولانا حميد الحق حقاني، المولود في 26 مايو 1968، عالمًا إسلاميًا وسياسيًا. شغل منصب عضو في الجمعية الوطنية الباكستانية من عام 2002 إلى عام 2007 وقاد حزب جمعية علماء الإسلام (S) بعد اغتيال والده مولانا سميع الحق في عام 2018. تشتهر مدرسة دار العلوم حقانية بأهميتها التاريخية ودورها في تثقيف العديد من قادة طالبان الأفغان. كانت المؤسسة نقطة محورية في الديناميكيات الدينية والسياسية الإقليمية.

## الهجوم
وقع الهجوم عقب صلاة الجمعة في مسجد داخل مجمع دار العلوم حقانية. ويُعتقد أن المهاجم دخل المبنى من خلال بوابة جانبية أثناء أداء الصلاة. قُتل ما لا يقل عن سبعة أشخاص، بمن فيهم حميد الحق حقاني، الذي كان يغادر المسجد، والمهاجم، بينما أصيب العشرات، بمن فيهم ضباط الشرطة المكلفون بحراسة المجمع. كان ثلاثة أشخاص في حالة حرجة، بينما كان مواطن أفغاني أيضًا من بين الضحايا.

## ردود الفعل
وقع التفجير قبل بدء شهر رمضان المبارك مباشرة، وهي الفترة التي تتميز تقليديًا بتكثيف الاحتفالات الدينية. وقد أدان الهجوم الرئيس آصف علي زرداري ورئيس الوزراء شهباز شريف وغيرهما من الزعماء الوطنيين. كما أدان الهجوم كل من طالبان الأفغانية والباكستانية، في حين ناشدت عائلة حقاني أتباعه بالبقاء مسالمين.
وألقت وزارة الداخلية الأفغانية باللوم في الهجوم على تنظيم الدولة الإسلامية.
ولم تعلن أي جهة مسؤوليتها عن الهجوم على الفور. وبدأت السلطات تحقيقًا لتحديد المسؤولين وإلقاء القبض عليهم.